# Irish Sport Horse
Hunter irlandais
Vous lisez un « bon article » labellisé en 2018.
Pour les articles homonymes, voir ISH.
L’Irish Sport Horse (anglais : Irish Sport Horse, abrégé ISH lors des compétitions internationales), auparavant nommé Hunter irlandais (de l'anglais : hunter, chasseur), est un stud-book de chevaux de sport originaire d'Irlande. À l'origine, il s'agit d'un cheval de chasse à courre, issu d'un croisement entre un étalon Pur-sang et une jument locale irlandaise, en particulier de race Trait irlandais. Au fil des années, l'ISH intègre d'autres courants de sang, qui le rapprochent des stud-book classiques de chevaux de sport européens.
En fonction de la taille et des origines, il existe plusieurs types chez ces chevaux, généralement caractérisés par leur excellente aptitude au saut. L'ISH est très fréquent en compétition de concours complet d'équitation et de saut d'obstacles jusqu'au plus haut niveau, ayant décroché plusieurs années d'affilée la première place du classement mondial de la World Breeding Federation for Sport Horses en concours complet. Des champions tels que Carling King, Castlefield Eclipse, Supreme Rock ou encore Toytown ont contribué à faire connaître ce stud-book. Avec environ 65 000 sujets dans le monde en 2012, l'ISH forme une race bien diffusée et largement implantée hors de son Irlande natale, tant en Europe qu'en Amérique du Nord.

## Dénomination
En langue anglaise, ces chevaux sont également connus sous les noms de Irish Crossbred (« croisement de race irlandais ») et de Irish Hunter. L'abréviation officielle est « ISH ». Le nom Irish Sport Horse est essentiellement connu et employé en Europe. Ce nom peut être francisé en « cheval de sport irlandais ». En Amérique du Nord, la race porte le nom de Irish Draught Sport Horse (IDSH), soit « cheval de sport trait irlandais » en français, avec une sélection légèrement différente. Irish Hunter constitue une dénomination ancienne, qui n'est plus usitée. En français, il arrivait qu'il soit nommé « Demi-sang irlandais » ou « Hunter irlandais ».

## Histoire

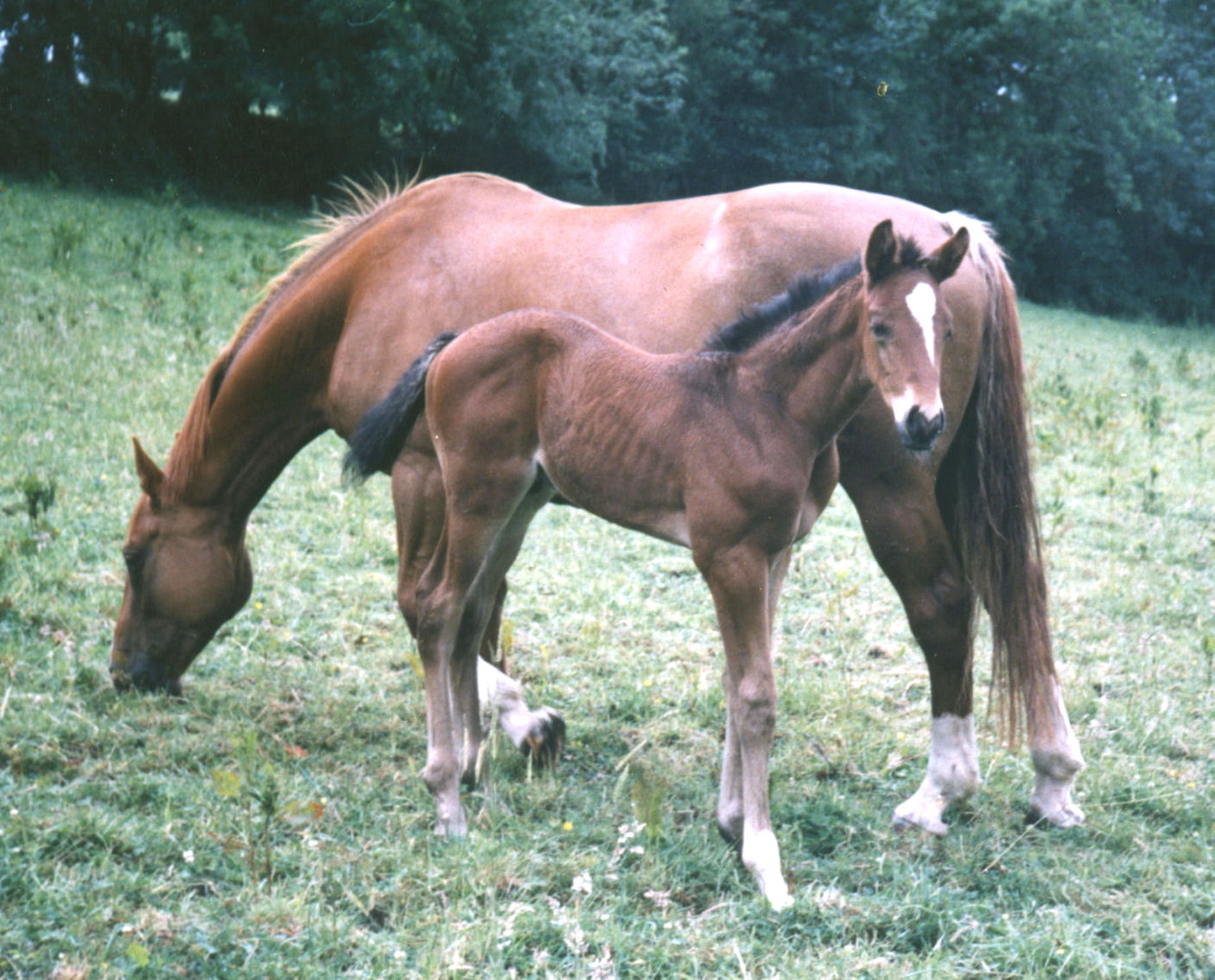
Jument et poulain ISH en 1989

L'ISH ne constitue pas une race à l'origine, mais un type de cheval, issu de croisement, généralement entre un étalon de race Pur-sang et une jument de race Trait irlandais, plus rarement Cleveland Bay ou Clydesdale, ou encore Connemara,. Cependant, il est généralement considéré comme une race dans les ouvrages qui le mentionnent. Dans les faits, il est de plus en plus considéré comme une marque, notamment en raison de l'utilisation d'un sigle (ISH) pour le commercialiser et de l'autorisation de nombreux croisements.
Le croisement d'origine remonte à 1923, qui peut être considérée comme l'année de fondation de l'ISH. Un stud-book est établi en 1972. Chaque agriculteur irlandais gardait traditionnellement un petit nombre de juments pour la reproduction. Les croisements s'effectuent essentiellement entre le Pur-sang et le Trait irlandais jusque dans les années 1990.
Ce cheval demi-sang, nommé hunter, est alors destiné prioritairement à la chasse à courre. Il apporte de la renommée aux éleveurs irlandais. La naissance d'un poulain issu de ce type de croisement est en général plus lucrative pour l'éleveur que celle d'un poulain de pure race Trait irlandais, ce qui conduit à raréfier ce dernier. Au cours du XXe siècle, l'élevage de ces chevaux  fait la fortune des agriculteurs irlandais, grâce aux performances sportives permises par ce croisement dans les compétitions de saut d'obstacles et de concours complet d'équitation, associant la puissance et le tempérament calme du Trait irlandais à la vitesse et à la sportivité du Pur-sang. La part plus ou moins grande d'influence Pur-sang permet des variations de modèle importantes. En 1996, l'élevage de l'ISH représente le principal secteur économique dans l'élevage de chevaux en Irlande, après celui du Pur-sang.
En 1993, l'Union européenne somme l'Irlande de se mettre en conformité avec le règlement européen des stud-books de chevaux. Cette même année, l’Irish Draught Horse Society of North America (IDHSNA), société fille du stud-book irlandais, définit les standards nord-américains du Trait irlandais et de l'ISH. Entre 1994 et 1998, des étalons d'origine étrangère influencent le cheptel, notamment des Selle français, Hanovrien et Trakehner. Cependant, cette influence récente n'entre que pour environ 5 % de la composition raciale de l'ISH à l'époque.
Depuis les années 2000, l'ISH est particulièrement présent en compétition de sports équestres de haut niveau. Désormais, les croisements avec d'autres chevaux de sport européens sont de plus en plus fréquents,.

## Description

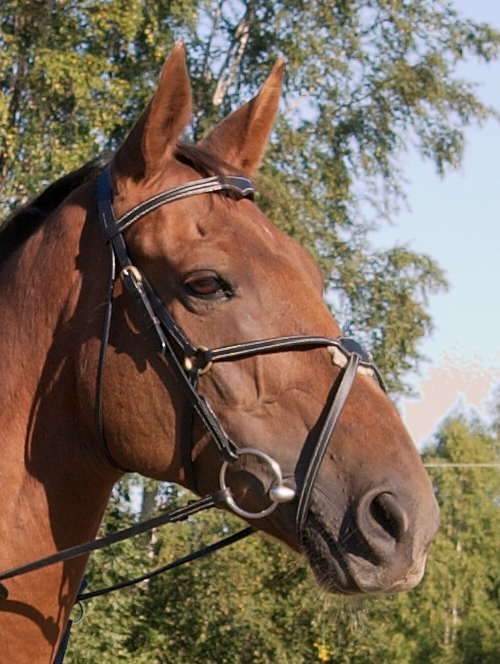
Tête d'un ISH bai.

L'ISH présente la conformation d'un cheval de sport. De grande taille, il toise 1,70 m en moyenne d'après le guide Delachaux, et souvent jusqu'à 1,80 m. CAB International indique une fourchette de 1,62 m à 1,73 m. La base de données DAD-IS fournit des mesures de référence plus réduites, 1,63 m en moyenne chez les femelles et 1,68 m chez les mâles, pour un poids moyen respectif de 550 à 650 kg. La « Bible des cavaliers » éditée par Cheval Magazine indique une fourchette de taille beaucoup plus réduite, de l'ordre de 1,51 m à 1,61 m pour les juments, et plus de 1,61 m pour les mâles. Les variations de taille résultent de la grande diversité des races employées en croisement.
Trois types sont distingués en fonction du poids du cavalier porté : lourd (plus de 89 kg), moyen (70 à 89) et léger (moins de 70). L'ISH est réputé pour sa docilité, son calme, sa franchise et sa polyvalence. Ses allures doivent être confortables.

### Morphologie
Bien que la race soit issue de croisements, l'ISH est connu pour son uniformité de type. Le corps est musclé, doté d'une solide ossature. La tête, plutôt grande, rappelle celle du Pur-sang, avec un profil généralement rectiligne, mais qui peut être convexe,,. L'encolure est musclée et longue, parfois légèrement arquée ; le garrot est long et sorti, le dos court, compact et puissant. Les épaules sont tombantes, la poitrine profonde. La croupe est longue, souvent inclinée (héritage du Trait irlandais favorisant l'aptitude au saut) et puissante, dotée d'une queue attachée bas. Les membres, solides et terminés par des sabots sains, procurent un excellent coup de saut.

### Robe
La robe est généralement baie sous toutes les nuances, ou bien alezane, grise ou noire. Les robes pie ne sont pas acceptées selon Hendricks (université de l'Oklahoma, 2007). Cependant, deux ouvrages de vulgarisation (2011 et 2013) indiquent qu'il existe des sujets pie en petit nombre,.

### Sélection

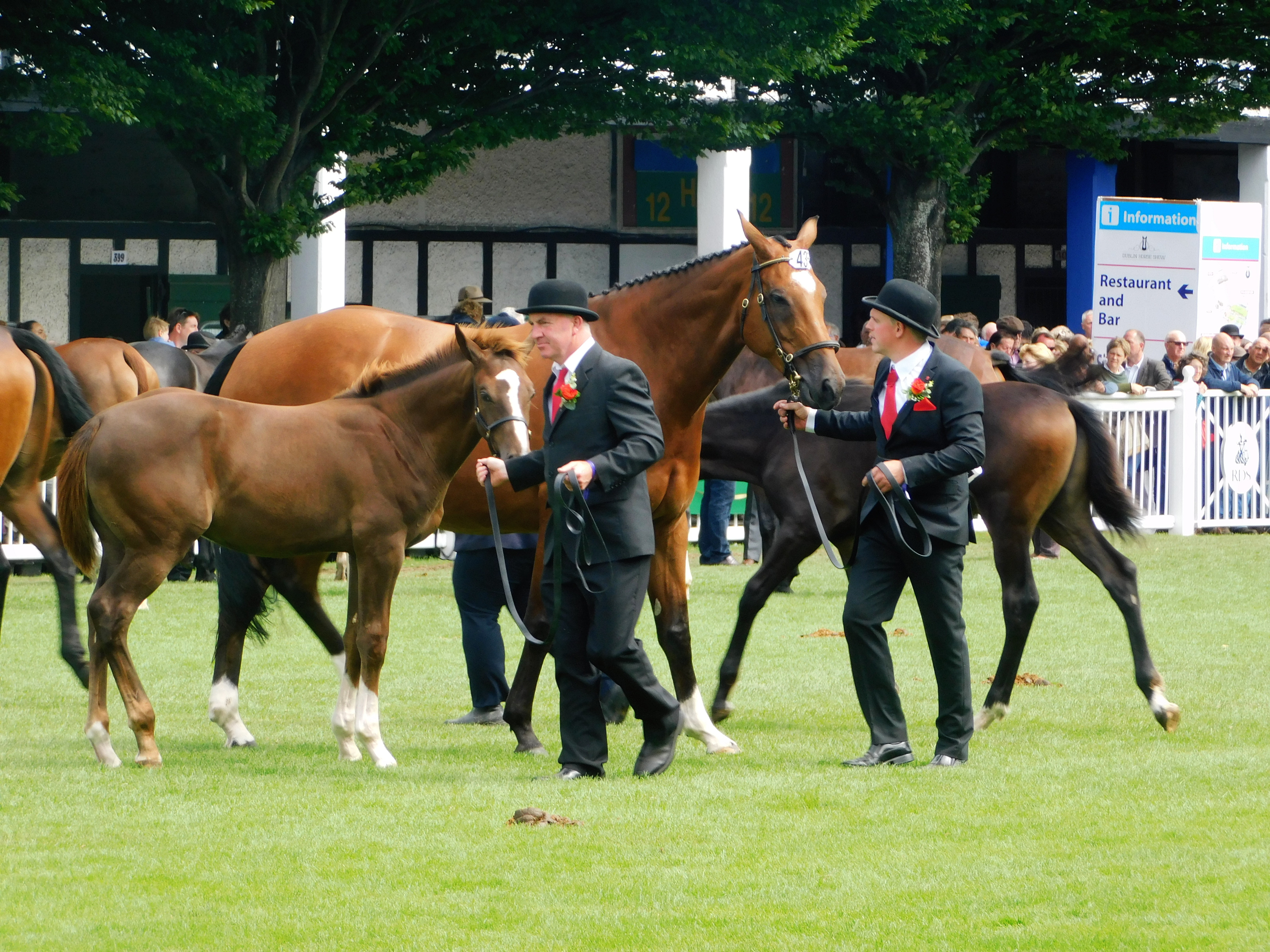
Présentation de chevaux et poulains ISH au Dublin Horse Show de 2017.

L'association Horse Sport Ireland reconnaît comme ISH tout cheval de sport élevé sur le sol irlandais, quelles que soient ses origines génétiques, même s'il n'a aucun ancêtre de race Trait irlandais. L'apport de croisements avec d'autres chevaux de sport européens est considéré comme indispensable pour maintenir les performances sportives de la race.
Bien que les ISH modernes soient désormais largement infusés par les autres chevaux de sport européens, il existe un élevage de Traditional Irish Horses, identifiés sur leur document d'origine par la mention TIH. Ces chevaux n'ont que des ancêtres ISH, Trait irlandais, Pur-sang ou Connemara, sans ancêtre non-irlandais connu dans leur pedigree. La sélection du Traditional Irish Horse est assurée par la TIHA (Traditional Irish Horse Association).
Les associations de races nord-américaines gérant l′Irish Draught Sport Horse (IDSH) sont celles du Trait irlandais (Irish Draught Horse Society of North America et Irish Draught Horse Society of Canada), qui comportent une section « croisements » pour enregistrer les chevaux de sport ayant des ancêtres de race Trait irlandais. L'objectif principal de cette association est d'insister sur la présence d'ancêtres de race Trait irlandais chez certains des meilleurs chevaux de sport mondiaux.
L'élevage de ces chevaux engendre des coûts, qui ont été évalués dans une étude menée par Corbally en 1995. Le principal poste de dépense est celui de l'entraînement du cheval (19 %), suivi par la nourriture (16 %). Les ISH sont régulièrement testés sur performances durant leur période d'élevage et d'entrainement, qui incluent diverses compétitions et un examen des étalons à partir de l'âge de 4 ans.

## Utilisations

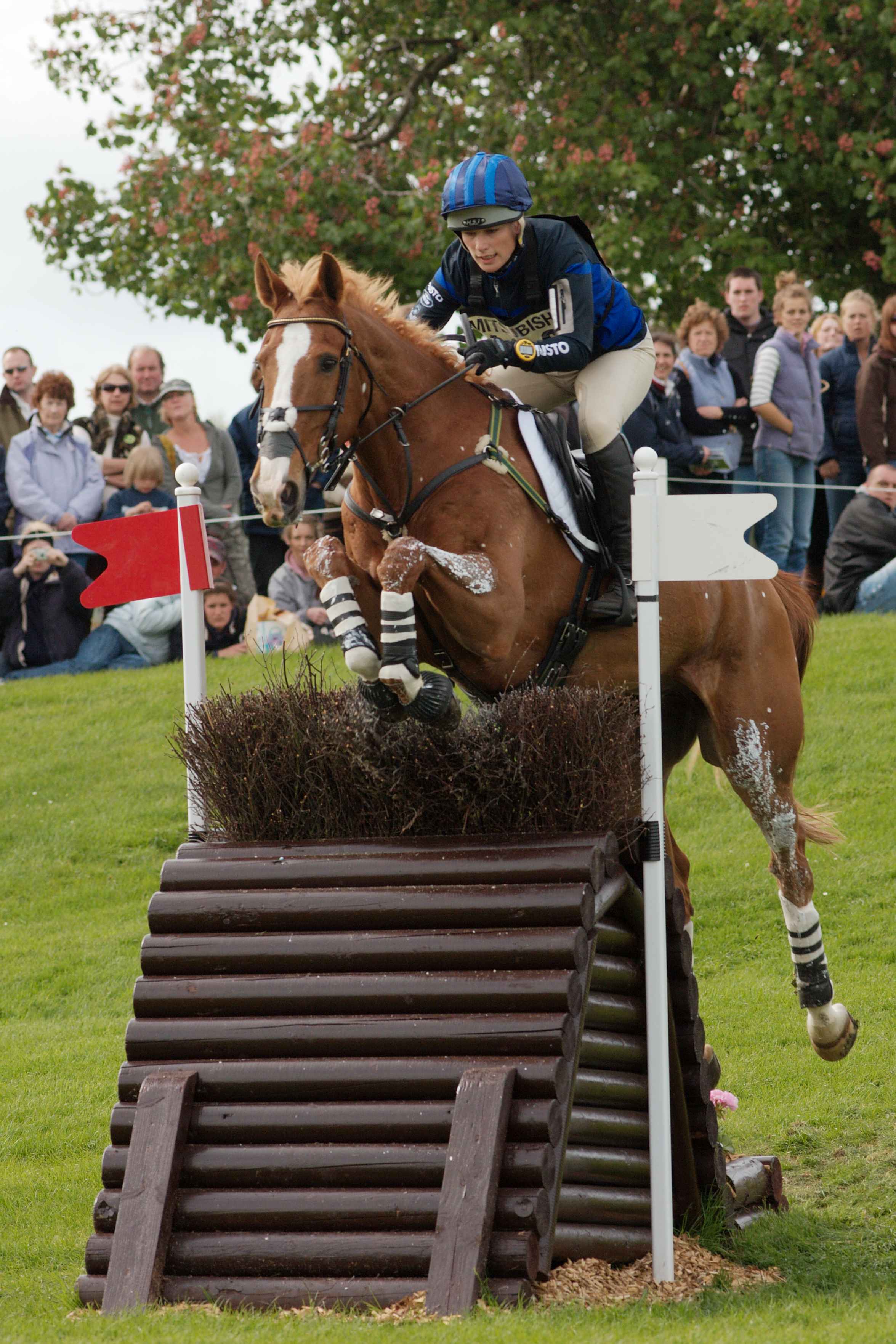
Zara Phillips et Toytown à Badminton en 2009.

L'ancien domaine de prédilection de cette race est la chasse à courre. L'ISH est depuis un cheval d'orientation sport-loisir, destiné au concours complet d'équitation, au saut d'obstacles et à la randonnée équestre,. Il est l'une des meilleures montures au monde pour la pratique du concours complet et du saut d'obstacles, bien que ses résultats aient baissé au cours des années 2000 et 2010 en saut d'obstacles, du fait de la concurrence internationale. Les ISH sont également employés en équitation de loisir, pour de la grande randonnée, et en promenade. Ils font de très bonnes montures pour les cavaliers débutants en équitation et obtiennent de bons résultats en compétitions de dressage, malgré leur absence des classements internationaux dans cette dernière discipline.

### Concours complet
L'ISH est considéré comme le meilleur cheval de concours complet au monde, figurant depuis de nombreuses années parmi les premiers stud-books mondiaux pour la pratique de ce sport au plus haut niveau, selon la classement établi par la World Breeding Federation for Sport Horses. En 2012, le meilleur cheval de complet était Mr Medicott, un ISH, avec 364 points. Le stud-book a terminé à 1 427 points, plus de 100 au-dessus du second, le stud-book Hanovrien. En 2013, le stud-book ISH est également premier, 9 points devant le Hanovrien. En 2014, l'ISH finit premier devant le Selle français, par 59 points. L'ISH remporte à nouveau les premières places en complet en 2015, 2016, et 2022.

### Chevaux ISH renommés
Plusieurs chevaux ISH ont acquis une grande renommée dans les sports équestres. Boomerang décroche une médaille olympique en 1978, de même que Jessica V (1984) et Irish (1992). En 1984, Ryans Son décroche la sienne sous la selle de John Whitaker. Ado Annie, Carling King, Castlefield Eclipse, Cruising, Flexible, Hopes are High, Supreme Rock et Toytown ont également marqué le monde du sport,. Cagney, un ISH issu de l'étalon Trait irlandais Clover Hill, a couru sous les couleurs du Canada en saut d'obstacles dans les années 1990, avec Éric Lamaze. McKinlaigh décroche la médaille d'argent individuelle en concours complet aux Jeux olympiques d'été de 2008 à Pékin. David O'Connor connaît un grand succès avec les ISH Custom Made et Giltedge.

## Diffusion de l'élevage
L'essentiel de l'élevage reste concentré en Irlande. L'ISH s'est cependant largement exporté, notamment vers la Grande-Bretagne. Il constitue un produit d'exportation majeur pour les éleveurs irlandais. Son élevage est pratiqué au Royaume-Uni, aux États-Unis et en Australie. Pourtant, l'ouvrage Equine Science (4e édition de 2012) le classe parmi les races de chevaux de selle peu connues au niveau international.
L'étude menée par l'université d'Uppsala, publiée en août 2010 pour la FAO, signale l′Irish Sport Horse comme race de chevaux locale présente en Europe et en Amérique du Nord, qui n'est pas menacée d'extinction.
Les effectifs sont situés entre 60 000 et 70 000 têtes en 2012. Les naissances annuelles (2013) sont de l'ordre de 7 600 poulains, issus de 1 600 étalons approuvés à la reproduction. La race est indiquée (2018) comme n'étant pas menacée d'extinction dans DAD-IS.